# Lunca Florii, Caraș-Severin
Lunca Florii este un sat în comuna Cornereva din județul Caraș-Severin, Banat, România.